# Солтаново (Речицкий район)
Солтаново (бел. Салтаноў) — агрогородок в Речицком районе Гомельской области Беларуси. Административный центр Солтановского сельсовета.

## География

### Расположение
В 17 км на запад от Речицы, 3 км от железнодорожной станции Демехи (на линии Гомель — Калинковичи), 64 км от Гомеля.

### Гидрография
На реке Ведрич (приток реки Днепр). Планировка состоит из 2 плотно застроенных криволинейных улиц, ориентированных с юго-запада на северо-восток (вдоль реки), к которым с запада присоединяются короткие улицы. Жилые дома деревянные, усадебного типа.

## Транспортная сеть
Автодорога Василевичи — Речица.

## История
По письменным источникам известна с XIX века как селение в Ровенскослободской волости Речицкого уезда Минской губернии. Действовала приписная церковь, которая в 1840 году после закрытия Демеховской церкви стала приходской. В ней находилась местночтимая икона Божьей Матери. В 1850 году фольварк Солтаново (он же Рудня-Демеховская). В 1885 году работала паровая мельница. Согласно переписи 1897 года в селе действовали 2 церкви, хлебозапасный магазин. Работал спиртоочистительный завод А. Ф. Рыка (паровой двигатель, 8 рабочих).
С 8 декабря 1926 года до 30 декабря 1927 года центр Солтановского сельсовета Речицкого с 9 июня 1927 года Гомельского округов. В 1931 году организован колхоз, работала кузница. Во время Великой Отечественной войны с ноября 1941 года действовала подпольная патриотическая группа. В мае 1942 года неподалёку от деревни подпольщики взорвали железнодорожный мост. В июне 1942 года каратели полностью сожгли деревню (за время оккупации убили 73 жителя). На фронтах и в партизанской борьбе погибли 98 жителей. Согласно переписи 1959 года. 
В 1943 году в районе деревни Солтаново при выполнении разведзадания погиб юный партизан П. А. Ульянов.
В 1962 году к деревне присоединён соседний посёлок Рымшовка. Центр совхоза «Демехи». Работают спиртзавод, комбинат бытового обслуживания, средняя школа, клуб, библиотека, детские ясли-сад, фельдшерско-акушерский пункт, отделение связи, столовая, магазин.
До 31 июля 2007 года в составе Демеховского сельсовета.
В состав Солтановского сельсовета до середины 1930-х годов входил посёлок Ландорбег (не существует).
В 2009 году деревня Солтаново преобразована в агрогородок.

## Население

### Численность
- 2004 год — 396 хозяйств, 949 жителей.

### Динамика
- 1850 год — 7 дворов.
- 1885 год — 34 двора, 222 жителя.
- 1897 год — 71 двор, 416 жителей (согласно переписи).
- 1930 год — 135 дворов.
- 1940 год — 280 дворов, 1120 жителей.
- 1959 год — 1217 жителей (согласно переписи).
- 2004 год — 396 хозяйств, 949 жителей.

## Культура
- Дом культуры
- Музей ГУО "Солтановская средняя школа" Речицкого района

## Достопримечательность

#### Памятник, скульптура
- Памятник В. И. Ленину
- Памятник землякам, погибшим в Великой Отечественной войне (1970)[3]

## В литературе
- В редакции газеты «Гомельская праўда» вышла в свет книга «Солтаново. Агрогородок в Речицком районе»[4]. 23 августа 2023 года в Гомельской областной библиотеке состоялась презентация книги.